# 라코시 마차시
라코시 마차시(헝가리어: Rákosi Mátyás, 1892년 3월 9일 ~ 1971년 2월 5일)는 헝가리의 공산주의 혁명가이자 헝가리 인민공화국의 정치인이다. 본명은 로젠펠드 마차시(헝가리어: Rosenfeld Mátyás)이며, 오스트리아-헝가리 제국 (현재의 세르비아)의 아다에서 태어났다.
1945년부터 1956년 사이에 헝가리 인민공화국의 초대 대통령이었으며, 헝가리 공산당과 헝가리 노동인민당의 서기장이었다. 이후 1956년 소련 공산당을  장악한 수정주의자 니키타 흐루쇼프의 압력으로 모든 당직에서 퇴임하고 소련으로 강제 망명하였다.

## 같이 보기
- 이오시프 스탈린
- 게오르기 디미트로프
- 안드레이 즈다노프
- 클레멘트 고트발트